# جويل بيدن
جويل بيدن (بالإنجليزية: Joel Baden) هو منافس ألعاب قوى أسترالي، ولد في 1 فبراير 1996 في غيلونغ في أستراليا.

## وصلات خارجية
- جويل بيدن على موقع الاتحاد الدولي لألعاب القوى (الإنجليزية)
- جويل بيدن على موقع النتائج التاريخية لألعاب القوى الأسترالية (الإنجليزية)
- جويل بيدن على موقع اللجنة الأولمبية الدولية (الإنجليزية)
- جويل بيدن على موقع أوليمبيديا (الإنجليزية)
- جويل بيدن على موقع اللجنة الأولمبية الأسترالية (الإنجليزية)